# Grande reset

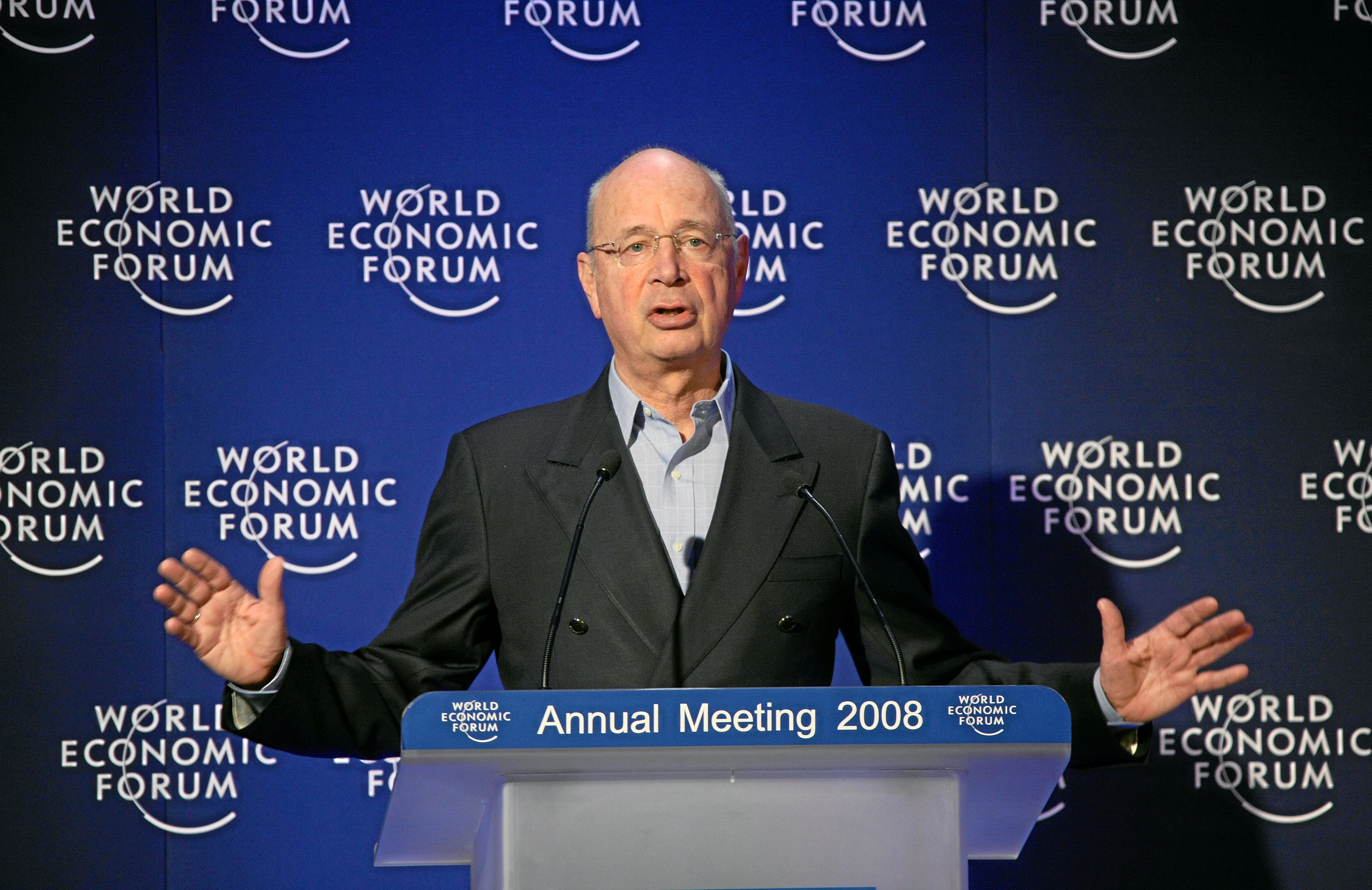
Klaus Schwab, direttore del Forum economico mondiale

Il grande reset (in inglese Great Reset) o grande ripristino è una proposta del Forum economico mondiale (WEF) per ricostruire l'economia in modo sostenibile dopo la pandemia di COVID-19.
Fu presentato congiuntamente a maggio 2020 dall’allora Principe del Galles e dal direttore del WEF Klaus Schwab.
Le direttrici fondamentali della proposta di grande reset sono: creazione delle condizioni per un'economia degli stakeholder ovvero basata su coloro che hanno interesse ad acquistare i prodotti od aderire al progetto; costruzione in maniera più «resiliente, equa e sostenibile» basata su metriche ambientali, sociali e di governance che comprendano progetti di infrastrutture pubbliche più verdi; sfruttamento delle «innovazioni della Quarta rivoluzione industriale» per il bene pubblico.
Nel discorso d'apertura degli interventi, la direttrice del Fondo Monetario Internazionale Kristalina Georgieva elencò tre aspetti chiave della risposta sostenibile: crescita verde, più intelligente e più equa; tale progetto si pone quindi l'obiettivo di migliorare il capitalismo rendendo gli investimenti più orientati al progresso reciproco.
Il 51º incontro annuale del World Economic Forum di gennaio 2021 si tenne nel segno del grande reset sia in presenza che con collegamenti in videoconferenza tra le principali personalità del mondo degli affari e della politica a Davos e gli stakeholder di 400 città del mondo al fine di definire un dialogo futuribile guidato dalle giovani generazioni.
Il grande reset fu anche il tema principale del vertice del WEF 2021 a Lucerna nel maggio successivo.
Tale progetto ha causato il prosperare in ambienti sovranisti, conservatori e legati all'estrema destra sia europea che americana (tra cui il noto QAnon), una teoria del complotto senza alcun fondamento secondo cui il Grande reset sarebbe l'apripista del cosiddetto "Nuovo ordine mondiale" (NWO).
Le tesi complottiste sono aumentate in intensità da quando anche il — nel frattempo eletto — presidente degli Stati Uniti Joe Biden ed il primo ministro canadese Justin Trudeau hanno iniziato a prefigurare, nei loro discorsi, scenari basati su un "reset".

## La proposta
Entro la metà di aprile 2020, sullo sfondo della pandemia da COVID-19 e la conseguente recessione, il crollo del mercato azionario 2020, la guerra dei prezzi del petrolio tra la Russia e l'Arabia Saudita ed il conseguente "crollo dei prezzi del petrolio",  l'ex governatore della Banca d'Inghilterra, Mark Carney, ha descritto possibili dei cambiamenti fondamentali in un articolo su The Economist. Carney ha detto che in un mondo post-COVID il "capitalismo dei portatori di interessi " sarà messo alla prova in quanto "le aziende saranno giudicate in base a 'quello che hanno fatto durante la guerra', a come hanno trattato i loro dipendenti, fornitori e clienti, da chi ha condiviso e da chi ha accumulato". Il "divario tra ciò che i mercati apprezzano e ciò che le persone apprezzano" si chiuderà. In un mondo post-COVID è ragionevole aspettarsi che più persone vorranno miglioramenti nella gestione del rischio, nelle reti di sicurezza sociale e medica e vorranno maggiore attenzione agli esperti scientifici. Questa nuova gerarchia di valori richiederà un ripristino del modo in cui affrontiamo il cambiamento climatico, che, come la pandemia, è un fenomeno globale. Nessuno può "isolarsi" dal cambiamento climatico, quindi dobbiamo "agire in anticipo ed in solidarietà".  Nelle sue conferenze Reith della BBC del 2020, Carney ha sviluppato ulteriormente il tema delle gerarchie di valore in relazione a tre crisi: credito, COVID e clima. Secondo il World Economic Forum, dovremmo anche adattarci alla realtà attuale indirizzando il mercato verso risultati più equi, garantire che gli investimenti siano finalizzati al progresso reciproco, compresa l'accelerazione degli investimenti ecologici, ed avviare una quarta rivoluzione industriale, creando infrastrutture economiche e pubbliche digitali.
Secondo un articolo del World Economic Forum del 15 maggio 2020, COVID-19 offre l'opportunità di "reimpostare e rimodellare" il mondo in un modo più in linea con gli obiettivi di sviluppo sostenibile (SDG) delle Nazioni Unite per il 2030, come cambiamento climatico, disuguaglianza e povertà ha acquisito un'urgenza ancora maggiore durante la pandemia.  Ciò include il ripristino dei mercati del lavoro, poiché più persone lavorano a distanza accelerando il processo del "futuro del lavoro". Il ripristino farà avanzare il lavoro già iniziato per preparare la transizione alla Quarta Rivoluzione Industriale migliorando e riqualificando i lavoratori. Un'altra preoccupazione post-COVID sollevata dal WEF è la sicurezza alimentare, compreso il "rischio di interruzioni delle catene di approvvigionamento alimentare" e la necessità d'un "coordinamento delle politiche globali" per evitare che "il protezionismo alimentare diventi la nuova normalità post-pandemica".
Quando il principe Carlo ha presentato il piano, ha sottolineato che accadrà solo se le persone lo vorranno.
Secondo il principe Carlo, la ripresa economica deve mettere il mondo sulla via della sostenibilità, attraverso la riprogettazione dei sistemi in un'ottica di aiuto. Le politiche sul prezzo del carbone sono state citate come un modo per aiutare a raggiungere la sostenibilità. Ha anche sottolineato che le innovazioni, la scienza e la tecnologia devono essere rinvigorite in modo da poter ottenere scoperte significative che ci aiutino a rendere le idee sostenibili più redditizie.
Il principe Carlo ha sottolineato che il settore privato sarebbe stato il motore principale del piano.
Secondo Klaus Schwab tale attore non cambierebbe il sistema economico, ma piuttosto lo migliorerebbero in quello che considera "capitalismo responsabile". Nel libro scritto da Schwab e dall'economista Thierry Malleret è stato descritto in dettaglio il piano. Sarà il tema principale del vertice del WEF 2021.
In uno dei dialoghi sul grande reset, John Kerry ed altri membri d'un dialogo del WEF hanno discusso su come ricostruire il "contratto sociale" in un mondo post-COVID.
Leader politici come il primo ministro canadese Justin Trudeau ed il presidente eletto degli Stati Uniti Joe Biden hanno appoggiato l'idea di "ricostruire meglio", così come il primo ministro britannico Boris Johnson. Trudeau ha utilizzato una retorica simile a quella del Grande Reset.
Il Brookings Institute ha descritto il loro piano in tre punti in risposta alla crisi COVID-19; risposta, reset e ripristino. Il breve termine implica la risposta. A medio termine ciò comporta "la ricostruzione dell'attività economica e sociale in modo da proteggere la salute pubblica, promuovere la guarigione della società e preservare l'ambiente". Il ripristino è per i sistemi a lungo termine che stabiliscono attraverso il nostro "immaginario collettivo" un grande ripristino; un "nuovo equilibrio tra i sistemi politici, economici, sociali e ambientali verso obiettivi comuni".

### La Quarta rivoluzione industriale
Klaus Schwab ha usato la frase "Quarta rivoluzione industriale" in un articolo del 2015 pubblicato da Foreign Affairs,  e nel 2016 il tema dell'incontro annuale del Forum economico mondiale a Davos-Klosters, in Svizzera, era "Padroneggiare la quarta rivoluzione industriale".  Nel suo articolo del 2015, Schwab ha affermato che la prima rivoluzione industriale era alimentata da "acqua e vapore" per "meccanizzare la produzione". Attraverso l'energia elettrica, è stata introdotta la seconda produzione industriale di massa. L'elettronica e le tecnologie dell'informazione hanno automatizzato il processo di produzione nella terza rivoluzione industriale. Nella quarta rivoluzione industriale i confini tra "sfere fisiche, digitali e biologiche" si sono sfumati e questa rivoluzione attuale, iniziata con la rivoluzione digitale a metà del 1900, è "caratterizzata da una fusione di tecnologie".  Questa fusione di tecnologie includeva "campi come l'intelligenza artificiale, la robotica, l'Internet of Things, i veicoli autonomi, la stampa 3-D, la biotecnologia, la scienza dei materiali, l’accumulo di energia ed il calcolo quantistico. "
Poco prima della riunione annuale del WEF del 2016 dei Global Future Councils, Ida Auken, una parlamentare danese, ch'era anche una giovane leader globale e membro del Council on Cities and Urbanization, ha caricato un post sul blog che è stato successivamente pubblicato da Forbes immaginando come la tecnologia potrebbe migliorare le nostre vite entro il 2030 se gli obiettivi di sviluppo sostenibile (SDG) delle Nazioni Unite fossero realizzati attraverso questa fusione di tecnologie. La Auken ha immaginato come la comunicazione digitalizzata, quindi il trasporto, l'alloggio e il cibo, si tradurrebbero in un maggiore accesso e in una diminuzione dei costi. Poiché tutto sarebbe gratuito, inclusa l'energia pulita, non ci sarebbe bisogno di possedere prodotti o immobili. Nel suo scenario immaginato, molte delle crisi dell'inizio del XXI secolo — "malattie dello stile di vita, cambiamento climatico, crisi dei rifugiati, degrado ambientale, città completamente congestionate, inquinamento idrico, inquinamento atmosferico, disordini sociali e disoccupazione" — sarebbero risolte attraverso le nuove tecnologie.  L'articolo è stato criticato perché ritrae un'utopia al prezzo di una perdita di riservatezza. In risposta, la Auken ha affermato che si intendeva "avviare una discussione su alcuni dei pro e dei contro dell'attuale sviluppo tecnologico".
Mentre "l'interesse per le tecnologie della Quarta rivoluzione industriale" era "aumentato" durante la pandemia COVID-19, meno del 9% delle aziende utilizzava l'apprendimento automatico, la robotica, i touch screen ed altre tecnologie avanzate. Un panel virtuale del WEF del 21 ottobre 2020 ha discusso di come le organizzazioni potrebbero sfruttare le tecnologie della quarta rivoluzione.  Il 28 gennaio 2021 il pannello virtuale dell'Agenda di Davos ha discusso di come l'intelligenza artificiale (AI) "cambierà radicalmente il mondo". Il 63% dei CEO ritiene che "l'IA avrà un impatto maggiore di Internet".
Durante il 2020, i dialoghi sul grande reset hanno portato a progetti pluriennali, come il programma di trasformazione digitale in cui le parti interessate intersettoriali indagano su come lo "shock dislocativo" del 2020 fosse aumentato e "accelerate le trasformazioni digitali".  Il loro rapporto afferma che, mentre "gli ecosistemi digitali rappresenteranno più di 60 trilioni di dollari di entrate entro il 2025", "solo il 9% dei dirigenti [nel luglio 2020] afferma che i propri leader hanno le giuste competenze digitali".

## Risposte internazionali
In seguito alla diffusione del discorso di Trudeau, il parlamentare conservatore canadese Pierre Poilievre ha lanciato una petizione per "fermare il Grande Reset"; la petizione ha raccolto 80.000 firme in meno di 72 ore. Lo vedeva come un tentativo di Trudeau di imporre un'"ideologia socialista" in Canada". La sua retorica è stata criticata da più commentatori e comitati editoriali. Il comitato editoriale di Toronto Star ha criticato la petizione sostenendo che "stava dando ossigeno" all'infondata teoria del complotto.
Un articolo su Forbes diceva che l'agenda del Great Reset del WEF era "un altro esempio di élite ricche e potenti che salutano le loro coscienze con finti sforzi per aiutare le masse, e nel processo rendersi ancora più ricche e potenti".
Naomi Klein, in un articolo del dicembre 2020 su The Intercept , ha descritto l'idea del WEF come un "Grande reset mescolato di cospirazione". Ha detto che si trattava semplicemente di un "modificare il tema del coronavirus” dato a ogni incontro a Davos dal 2003. "The Great Reset è semplicemente l'ultima edizione di questa tradizione dorata, a malapena distinguibile dalle precedenti grandi idee di Davos".
Nella sua recensione del libro del 2020 il co-autore di Schwab e Malleret — e dell'agenda Great Reset in generale — Ben Sixsmith, un collaboratore di Spectator USA, e Quillette, ha affermato che il Great Reset - è un insieme di "cattive idee… adottate a livello internazionale da alcune delle persone più ricche e potenti del mondo "è più terrificante del sinistro complotto" la teoria del complotto diffusa da frange di Twitter di destra "e James Delingpole, che la descrive come un "piano di acquisizione comunista globale". Sixsmith ha descritto le sezioni del libro come "sincere", cupe, rispettose e insipide. Ha messo in dubbio il concetto di "capitalismo degli stakeholder" come eccessivamente vago, consentendo "Facebook, IBM, Lockheed Martin e così via sono liberi di interpretarlo come desiderano".
Allo stesso modo, nella sua recensione di COVID-19: The Great Reset , l'etico Steven Umbrello fa critiche parallele all'agenda. Dice che l'ordine del giorno non è altro che "una sostanziale (se non completa) revisione socio-politico-economica" e che una tale proposta è un "falso dilemma" e che "Schwab e Malleret imbiancano un futuro apparentemente ottimistico post-Grande reset con parole alla moda come equità e sostenibilità anche se mettono a repentaglio funzionalmente quegli obiettivi ammirevoli ".

## La teoria del complotto
La "teoria della verità" si diffuse dopo l'annuncio dell'iniziativa in risposta al piano secondo cui le "élite finanziarie globali" ed i leader mondiali hanno pianificato una pandemia, liberando deliberatamente il coronavirus per causare le condizioni che consentiranno una ristrutturazione dei governi mondiali. Afferma che gli obiettivi principali del Grande Reset sono di prendere il controllo politico ed economico globale instaurando un regime totalitario marxista e, per estensione, il Nuovo Ordine Mondiale. Si sostiene che un tale regime abolirebbe la proprietà personale e i diritti di proprietà, invierebbe i militari nelle città, imporrebbe la vaccinazione obbligatoria e creerebbe campi di isolamento per le persone che resistono. Tra gli esempi rivendicati dai sostenitori come prova di una cospirazione vi è un articolo di fantapolitica del WEF del 2016 che descrive come potrebbe essere la vita nel 2030, lo slogan della campagna di Joe Biden "Build Back Better" ed il discorso del primo ministro canadese Justin Trudeau del settembre 2020. Secondo The Daily Dot, questo è semplicemente un discorso che illustra come creare un mondo più giusto e sostenibile. In alcune varianti della teoria, il presidente degli Stati Uniti Donald Trump è l'unico leader mondiale ad impedire che lo schema accada, questo sulla base di un video dell'agosto 2020 che è stato visto oltre tre milioni di volte.
In seguito alla diffusione dell'ormai virale discorso del settembre 2020 di Trudeau, in cui parla degli obiettivi dell'Agenda 2030, una teoria del complotto è stata diffusa tramite personalità e gruppi di Internet di estrema destra, alcuni che sostengono anche la teoria del complotto QAnon, e commentatori politici conservatori, tra cui i canadesi Maxime Bernier ed Ezra Levant.
"Le élite vogliono che le chiusure per il COVID-19 introducano un 'Grande Reset' e questo dovrebbe terrorizzarti", affermò Tucker Carlson in una trasmissione su Fox News del 17 novembre. Nello stesso mese, Candace Owens ha visto il Grande Reset come un tentativo di "attuare le politiche comuniste", mentre l'opinionista della Fox Laura Ingraham ha affermato che era uno stratagemma per "forzare un cambiamento sociale ed economico radicale nei continenti".
Glenn Beck ha affermato che si trattava di un tentativo di stampo nazista di far rispettare le restrizioni. Ad ottobre si è diffusa un'email a catena, sostenendo di provenire da un membro di un comitato inesistente all'interno del Partito Liberale del Canada, ed è stata raccolta da gruppi associati a QAnon.
La teoria è stata diffusa anche da organi di propaganda russa. Secondo Oliver Kamm, "L'apparato di propaganda del regime di Putin ha pubblicato per molti mesi accuse selvagge da oscuri blogger secondo cui il Grande Reset è un codice per gli oligarchi per accumulare ricchezza e controllare le popolazioni".
La teoria rimane priva di riscontro..